# Star Wars (arkadspel)
Star Wars är ett arkadspel baserat på filmen Stjärnornas krig. Spelet utvecklades av Atari 1983. Spelet går ut på att styra en X-wing i ett förstapersonsperspektiv med målet att förstöra vapnet Dödsstjärnan genom en trefasattack.
Spelet har många digitaliserade samplingar av röster från filmen. Den mest anmärkningsvärda kanske är rösten av Obi-Wan Kenobi då spelaren förlorat spelet, "The force will be with you--always.".

### Fotnoter
1. ↑  Star Wars på GameFAQs